# Киргиз-Мияки
Кирги́з-Мияки́ (баш. Ҡырғыҙ-Миәкә) — село, административный центр Миякинского района и Миякинского сельсовета Республики Башкортостан.

## Географическое положение
Расположено в верховьях реки Киргиз-Мияки (бассейн реки Дёмы) в 190 км к юго-западу от Уфы, в 75 км к западу от Стерлитамака, к юго-востоку от желездорожной станции Аксеново, на автомобильных дорогах Киргиз-Мияки–Бижбуляк, Киргиз-Мияки–Стерлибашево, Киргиз-Мияки–Тятер-Арасланово–Стерлибашево, Чишмы–Аксёново–Киргиз-Мияки.

## Название
Топоним Киргиз-Мияки происходит от названия башкирского племени кыргыз (баш. ҡырғыҙ) и названия реки Мияки (баш. Миәкә) (правого притока Дёмы). Варианты названия села у башкир: Ҡырғыҙ ауылы, Ҡырғыҙ Маяҡ.
Также есть предположение о том, что название произошло благодаря столбам, которые называли маяками, так как они показывали проходивший здесь торговый путь казахам, которых ранее называли киргизами.

## История
Впервые упоминается в учётных документах третьей ревизии 1762 года, в которых указано как поселение «Мияки», все жители которого указаны как служилые татары а по четвертой ревизии как ясашные татары.
В 1773—1775 гг. жители поселения приняли участие в восстании под предводительством Емельяна Пугачева, охватившем всё Поволжье, Урал и Зауралье.
В поселение переселились 23 двора государственных крестьян из деревень Клявлино и Мансурово Бугульминского ведомства Оренбургской губернии во главе с Хурамшой Мустаевым. 29 июня 1779 года была составлена купчая крепость.
Старшина Бакир Таймасов, человек грамотный и хорошо знавший историю своей волости, рассказывал, что при второй ревизии по учету площади земли, леса, а также населения, землемеры обратили внимание на большую каменную плиту с надписью «Киргизка» и небольшое кладбище на склоне горы Сурка-тау. Это послужило основанием именовать безымянную реку Киргизлёй, тогда же река Диома переименовалась в реку Дёма, река Коромчай — в Мияки, левый приток её в реку Киргиз-Мияки.
Местом деревни был выбран левый берег реки Киргиз-Мияки, у устья маленькой безымянной речки. Вблизи было много озер и болот.
По совету старшины Таймасова аул был назван Киргиз-Мияки. Первый год аул состоял из 23 дворов с количеством 138 душ обоего пола.
Село с 1800 г. — центр одноимённой волости. В 1783 г. на законном основании проживали в деревне 35 служилых татар и тептярей. В Киргиз-Мияках проживало 310 человек, но ревизией 1762 г. они были зафиксированы в других селах, как Медени, Давлетшино, Богданово, Умерово. Итого получается, что общее количество жителей доходило до 345 человек. Затем в 1859 г. их стало 710, в 1870 г. 875, в 1885 г. 1825, в 1917 г. — 2319 мишарей, в 1920—2467 человек. В конце XIX в. в волостном центре были его правление, 2 мечети, министерское одноклассное русско-башкирское (1905 г. и татарское) училище с 4-годичным обучением мальчиков (за 1905 г. названо земской школой), базар, 2 бакалейные лавки, хлебозапасный магазин. В 1911 г. находилась земская больница на 10 кроватей, больных лечил земский врач Х. Н. Васильев. Здесь же жил волостной старшина Уруст Зиганшин (1915 г.).
В «Списке населенных мест по сведениям 1870 года», изданном в 1877 году, населённый пункт упомянут как деревня Киргиз-Миякова 1-го стана Белебеевского уезда Уфимской губернии. Располагалась при речке Мияке, вправо от реки Демы, в 75 верстах от уездного города Белебея и в 25 верстах от становой квартиры в деревне Менеуз-Тамак. В деревне, в 118 дворах жили 875 человек (432 мужчины и 443 женщины, татары), была мечеть.
В 1899—1900 гг. открыли земскую школу, в которой учительствовал Гариф Гумер, впоследствии известный башкирский писатель.
В 1906 году в селе имелись: 2 мечети, русско-татарская школа, земская больница, 2 бакалейные лавки, хлебозапасный магазин. Также в селе располагалось волостное правление.
В 1920-е годы светские школы были отделены от мечети и церкви, преобразованы в единые трудовые школы с разделением на 2 ступени: 1-я ступень — с пятилетним курсом (дети от 8 до 13 лет), 2-я ступень с четырёхлетним курсом обучения (от 13 до 17 лет).
По данным 1917 года, в 413 дворах села проживало 2386 человек.
В декабре 1922 г. русско-татарская четырёхлетняя школа была реорганизована в трудовую школу 2-й ступени. В 1923—1924 учебном году в двух классах школы обучалось 42 ученика. В 1925—1926 учебном году трудовая школа была реорганизована в школу крестьянской молодёжи (ШКМ).
С 1930 по 1963 год и с 1965 по настоящее время село являлось административным центром Миякинского района. В советский период действовал колхоз «Дружба».

## Население
| 1939 | 1959  | 1970  | 1979  | 1989  | 2002  | 2009  | 2010  | 2021  |
| ---- | ----- | ----- | ----- | ----- | ----- | ----- | ----- | ----- |
| 2691 | ↗3069 | ↗4155 | ↗5920 | ↗6672 | ↗7658 | ↗8325 | ↘7473 | ↗8535 |

В 1906 году в селе насчитывалось 1,9 тыс. чел., в 1917 - 2,39 тыс. человек, в 1920 – 2,5 тыс. чел., в 1939 – 2,7 тыс. чел., в 1959 – 3,2 тыс. чел., в 1969 – 4,1 тыс. чел., в 1979 – 5,9 тыс. чел., в 1989 – 6,7 тыс. чел.
Национальный состав
Согласно переписи 2020 года, преобладающие национальности — башкиры (55%), татары (35,4%), русские (7,3%).
Согласно переписи 2002 года, преобладающие национальности — татары (63%), башкиры (27%).
По данным переписи 2010 года, преобладающие национальности — татары (53,3%), башкиры (36,3%), русские (6,5%), чуваши (1,8%), украинцы (1,0%).

## Климат
- Среднегодовая температура воздуха: 4,5 °C
- Относительная влажность воздуха: 66,4 %
- Средняя скорость ветра: 3,6 м/с.

| Показатель                            | Янв.  | Фев.  | Март | Апр. | Май  | Июнь | Июль | Авг. | Сен. | Окт. | Нояб. | Дек.  | Год |
| ------------------------------------- | ----- | ----- | ---- | ---- | ---- | ---- | ---- | ---- | ---- | ---- | ----- | ----- | --- |
| Средняя температура, °C               | −11,3 | −11,2 | −6,2 | 4,5  | 14,1 | 19,5 | 21,4 | 19,1 | 13,1 | 4,8  | −4,7  | −10,5 | 4,5 |
| Источник: NASA. База данных RETScreen |       |       |      |      |      |      |      |      |      |      |       |       |     |

## Экономика и социальная сфера
В населённом пункте имеются 2 средние школы, 4 детских садов, детско-юношеская спортивная школа, музыкальная школа, детская школа искусств, художественная школа, районная библиотека, детская библиотека, мечеть, районный дворец культуры (8 народных коллективов художественной самодеятельности), спортивно-оздоровительный комплекс, центральная районная больница, районный узел связи, картинная галерея “Эрмитаж”, 2 парка, сквер со статуями героев ВОВ родившихся в Киргиз-Мияках и список погибших в этой войне.
Также в селе расположены предприятия - ООО «Дружба», ООО «СХ „Ерлыковское“», ООО «СХ „Четырбаш“», лесхоз, ООО «Миякинская рыбная компания» и банки - «Сбербанк России»,  "Россельхозбанк".

## Радио
- 100,0 МГц — Спутник FM;
- 102,7 МГц — Дорожное радио (Пономарёвка);
- 103,0 МГц — Авторадио
- 103,6 МГц — Радио Юлдаш;
- 105,6 МГц — Радио Ашкадар
- 106,1 МГц — Радио Юлдаш (Биккулово).

## Религия
Мечети
- Мечеть

## Известные уроженцы
- Абдуллин Мансур Идиатович (15 сентября 1919 — 8 июня 1996) — старший сержант, участник Великой Отечественной войны, Герой Советского Союза (1943)[16][17].
- Альбаева Зайтуна Рахматулловна — участник Великой Отечественной войны.
- Ахметшина Айгуль Гайсовна (род. 1 мая 1996 года) — башкирская оперная певица (меццо-сопрано), солистка Королевского театра «Ковент-Гарден» в Лондоне[18][19]. Заслуженный артист Республики Башкортостан (2021)[20], лауреат российской оперной премии (2022) «Casta diva»[21][22], лауреат Международной оперной премии International Opera Awards (2023)[23].
- Хафизов Мидхат Габдраупович (род. 26 июня 1933) — старший оператор Новоуфимского нефтеперерабатывающего завода, Герой Социалистического Труда (1977), почётный нефтехимик СССР (1978), Изобретатель СССР (1981)[24][25].